# Pseudascozonus racemosporus
Pseudascozonus racemosporus är en svampart som beskrevs av Brumm. 1985. Pseudascozonus racemosporus ingår i släktet Pseudascozonus och familjen Thelebolaceae.   Inga underarter finns listade i Catalogue of Life.